# Игор Филиповић
Игор Филиповић (Приштина, 15. јул 1970) српски је позоришни, телевизијски и филмски глумац.

## Биографија
Игор Филиповић рођен је у Приштини, 15. јул 1970. Студирао глуму на Факултету драмских уметности Универзитета уметности у Београду, у класи професора Миленка Маричића.

## Ангажман у позоришту
Глуми у Југословенском драмском позоришту, где се први пут појавио као Нубијац и Тејлор у представи Салома. Учествује и у представама других београдских позоришта (Атеље 212, Истер театар) и самосталних трупа.

## Филмографија
| Год.       | Назив                                      | Улога             |
| ---------- | ------------------------------------------ | ----------------- |
| 1980-е     |                                            |                   |
| 1989.      | Сазвежђе белог дуда                        |                   |
| 2000-е     |                                            |                   |
| 2000.      | Рат уживо                                  | Сарфер            |
| 2003.      | Лисице (ТВ серија)                         | Филип             |
| 2004.      | Диши дубоко                                | физиотерапеут     |
| 2007.      | Несрећа увек има тенденцију да се повећава |                   |
| 2007−2008. | Вратиће се роде                            | Брат 2            |
| 2008.      | Павиљон број 6                             | директор Владимир |
| 2010-е     |                                            |                   |
| 2010.      | Гласови                                    |                   |
| 2010.      | Шесто чуло (ТВ серија)                     | Обрад             |
| 2012.      | Убити Зорана Ђинђића                       |                   |
| 2012.      | Титаник: Крв и челик                       |                   |
| 2012.      | Инспектор Нардоне                          | Сани              |
| 2013.      | Жене са Дедиња                             | редитељ           |
| 2014.      | Паклена Еверли енгл. Everly                      | мртви Џон         |
| 2015.      | Офф                                        | инспектор         |
| 2016.      | Упркос снегу који пада енгл. Despite the Falling Snow              | вратар            |
| 2016.      | Вере и завере                              | Карл Лебеншајм    |
| 2017.      | Убице мог оца                              | адвокат Станић    |
| 2018.      | Бела врана енгл. The White Crow                          | Трофимкин         |
| 2019.      | Ујка − нови хоризонти                      | Пристојни         |
| 2020-е     |                                            |                   |
| 2020.      | Калуп                                      | адвокат Бане      |
| 2020.      | Камионџије д. о. о.                        | Сурак Радивоје    |
| 2022.      | Шетња са лавом                             | Раде              |
| 2023.      | Аутопут                                    |                   |